# Izvarica
Izvarica (cyr. Изварица) – wieś w Serbii, w okręgu braniczewskim, w gminie Žagubica. W 2011 roku liczyła 307 mieszkańców.